# Stations balnéaires de l'Hérault
Les stations balnéaires de l'Hérault s'étirent sur un littoral sablonneux et bas d'environ cent kilomètres de long, interrompu par seulement deux secteurs rocheux, calcaire à Sète et volcanique à Agde. Les plus anciennes se sont développées spontanément dès la première moitié du XXe siècle, le plus souvent sur des « graus », canaux assurant la communication entre les étangs et la mer, ou à l'embouchure des fleuves (Le Grau-d'Agde à l'embouchure de l'Hérault, Valras-Plage à celle de l'Orb).
Les deux plus importantes, le Cap-d'Agde et la Grande-Motte, sont parmi les plus récentes, puisque leur création date des années 1970 et de la grande opération d'aménagement du littoral languedocien menée par la mission Racine. 
D'est en ouest, ces stations sont les suivantes :
- La Grande-Motte
- Carnon-Plage
- Palavas-les-Flots
- Frontignan-Plage
- Sète
- Marseillan-Plage
- Le Cap d'Agde
- Le Grau-d'Agde
- La Tamarissière
- Portiragnes-Plage
- Sérignan-Plage
- Valras-Plage